# Anton von Bek
Anton von Bek, bis 1854 Anton Bek, (* 20. Juli 1807 in Ulm; † 25. Dezember 1887 in Stuttgart) war ein deutscher Jurist und Politiker.

## Leben
Als Sohn eines Oberjustizrevisors geboren, studierte Anton Bek nach dem Besuch der Lateinschule und des Gymnasiums in Ulm Rechtswissenschaften in Tübingen. Während seines Studiums wurde er 1825 Mitglied der Burschenschaft Germania / Feuerreiter Tübingen. Nach seinem Abschluss wurde er 1833 Gerichtsaktuar in Ulm, 1838 Hilfsarbeiter beim Gerichtshof für den Donaukreis in Ulm, 1839 Oberjustizassessor und 1843 Erster Staatsanwalt in Tübingen, bevor er dann Oberjustizrat in Stuttgart wurde. Als Abgeordneter gehörte er 1851 bis 1855 für den Wahlbezirk Sulz am Neckar der Zweiten Kammer des Württembergischen Landtags an. 1854 wurde er Obertribunalrat in Ulm, 1858 in Stuttgart und 1871 war er dort dann Obertribunaldirektor. 1875 wurde er Mitglied, 1876 Präsident des Württembergischen Staatsgerichtshofes, 1879 Senatspräsident beim OLG Stuttgart. 1884 ging er in den Ruhestand.

## Ehrungen
- 1854 Ritterkreuz des  Ordens der Württembergischen Krone,[1] womit der persönliche Adelstitel (Nobilitierung) verbunden war
- 1871 Kommenturkreuz II. Klasse des Friedrichs-Ordens
- 1873 Kommenturkreuz des Ordens der Württembergischen Krone